# 藩翰譜
『藩翰譜』（はんかんふ）は、江戸時代の家伝・系譜書。著者は儒者の新井白石。全12巻。藩譜（はんぷ）の略称でも呼ばれる。
元禄15年（1702年）成立。元禄13年（1700年）、甲府藩主の徳川綱豊の命を受けて編纂したという諸大名337家の由来と事績を集録し、系図をつけたもの。慶長5年（1600年）から延宝8年（1680年）までの内容が収録されている。短時日に完成されたもので事実の誤呈があり、白石自身のちに補訂を加えた。第1巻が親藩（徳川諸家）、2〜6巻までが譜代大名、7〜10巻が外様大名の記述で、以下残りの2巻は廃絶された大名の記録となっている。写本で伝来したので巻次の差異や異本が多い。

## 藩翰譜の記述内容
藩翰譜の出典だが、本文中に「ある人のいう」「一説にいう」などの伝聞調の記述が見られ、また白石の『折たく柴の記』には、「諸家の事共、尋ね究めて」と記載があり、藩翰譜が伝聞に基づくものであることがわかる。そして他の史料を引用している記述は見られないことから、新井白石が伝聞に基づいて、独自の主観で編纂したものと思われる。家系図においても、『寛政重修諸家譜』で大幅に修正を加えると、ほとんど改修となってしまうと記載されている。とはいえ、文学的価値の観点からとらえれば漢字と平仮名による日本文の様式を確立したもので、和文としての歴史叙述を確かなものとしたともいえ、谷崎潤一郎等が高く評価している。史料としては、幕府正史の『徳川実紀』に大名のエピソードが藩翰譜より多数引用されている。

### 同種の出版物
『藩翰譜続編』（はんかんふぞくへん）は、幕臣の瀬名貞雄や儒者の岡田寒泉らによる著作。題名は『続藩翰譜』とも。延宝8年（1680年）から天明6年（1786年）までの諸大名家の家伝・系譜が収録されている。松平定信の命により寛政元年（1789年）から編纂が開始され、文化3年（1806年）に完成した。なお、瀬名は完成前に没している。
また類似したものに、『寛政重修諸家譜』、『寛永諸家系図伝』などがある。一般に言われる通説や、大名家に残っている家系図と同じとは限らず、比較考証が必要とされる。

### 各巻の内容
| 第一      | 越前松平家、尾張徳川家、紀州徳川家、水戸徳川家、保科松平家、甲府徳川家、館林徳川家 |
| 第二      | 形原松平家、深溝松平家、能見松平家、荻生松平家、桜井松平家、藤井松平家、長沢松平家 |
| 第三      | 水野家、久松松平家、増山家 |
| 第四 上   | 左衛門尉酒井家、本多家、井伊家、榊原家 |
| 第四 中   | 大久保家、石川家、鳥居家、内藤家、植村家、安部家、渡辺家 |
| 第四 下   | 戸田家、牧野家、松井松平家、三宅家、西郷家、土岐家、高木家 |
| 第五      | 雅楽頭酒井家、土井家、阿部家、青山家、永井家、安藤家、板倉家、井上家、森川家、久世家、稲垣家、西尾家、三浦家、米津家、伊丹家 |
| 第六      | 奥平家、小笠原家、岡部家、諏訪家、土屋家、屋代家、一色丹羽家、山口家、加々爪家、北条家、秋元家、稲葉家、堀田家、太田家、朽木家、内田家、柳生家、小堀家 |
| 第七 上   | 池田家、浅野家、前田家、京極家、黒田家、摂津有馬家、山内家、堀家 |
| 第七 下   | 伊達家、細川家、水口加藤家、藤堂家、森家 |
| 第八 上   | 毛利家、島津家、鍋島家、蜂須賀家 |
| 第八 下   | 上杉家、佐竹家、岩城家、秋田家、相馬家、児玉丹羽家、立花家、新庄家、土方家 |
| 第九 上   | 真田家、九鬼家、金森家、分部家、遠山家、遠藤家、一柳家、市橋家、桑山家、仙石家、溝口家 |
| 第九 下   | 南部家、戸沢家、津軽家、六郷家、水谷家、那須家、大田原家、大関家、亀井家、日向伊東家、中川家、肥前有馬家、大村家、藤姓毛利家 |
| 第十 上   | 臼杵稲葉家、脇坂家、小出家、大洲加藤家、谷家、木下家、相良家、秋月家、宗家、松浦家、五島家、久留島家 |
| 第十 下   | 織田家、建部家、片桐家、青木家、備中伊東家 |
| 第十一    | 松平忠吉、武田信吉、松平忠輝、徳川忠長、竹谷松平家、安中藩水野家、大須賀家、平岩家、本多家（正信の家系）、高力家、天野家、菅沼家、玉縄北条家、山岡家、 小笠原吉次、皆川家、酒井重澄、玉取藩堀家                                                                                 |
| 第十二 上 | 蒲生家、小早川秀秋、福島家、清正系加藤家、堀尾家、田中家、米子藩中村家、筒井家、里見家、生駒家、寺沢家 |
| 第十二 下 | 富田家、稲葉家（重通の家系）、徳永家、揖斐藩西尾家、古田家、近江山崎家、高取藩本多家、松下家、高橋家、関家、杉原家、美濃前田家、松倉家、坂崎家、戸川家、 平岡家、藤田信吉、竹中家、佐久間家、村上家（頼勝・忠勝の家系）、石川家（数正の家系）、日根野家、成田家、佐野家、滝川家 |

## 刊本
新井白石『新編藩翰譜』人物往来社、1967年。
- 『新編藩翰譜 第1巻』1967年。
- 『新編藩翰譜 第2巻』1967年。
- 『新編藩翰譜 第3巻』1967年。
- 『新編藩翰譜 第4巻』1967年。
- 『新編藩翰譜 第5巻』1968年。

　新井白石『新編藩翰譜』人物往来社、1977年。
- 『新編藩翰譜 第1巻』1977年。
- 『新編藩翰譜 第2巻』1977年。
- 『新編藩翰譜 第3巻』1977年。
- 『新編藩翰譜 第4巻』1977年。
- 『新編藩翰譜 第5巻』1977年。

　新井白石『藩翰譜 全12巻』写。

## 関連文献
『徳川諸家系譜』（斎木一馬、岩沢愿彦、戸原純一 校訂）続群書類従完成会、1979年。
- 『徳川諸家系譜 第1』1970年。
- 『徳川諸家系譜 第2』1974年。
- 『徳川諸家系譜 第3』1979年。
- 『徳川諸家系譜 第4』1984年。